# Phasioormia bicornis
Phasioormia bicornis là một loài ruồi trong họ Tachinidae.